# Václav Bahník
Václav Bahník (13. dubna 1918 Hrdlořezy – 3. března 2003 Liberec) byl český překladatel italské a antické literatury (z latiny i z klasické řečtiny). Jím přeložená díla jsou obsažena v několika maturitních učebnicích českého jazyka.

## Život
Po maturitě na mladoboleslavském gymnáziu v roce 1936 začal studovat filosofické fakultě Univerzity Karlovy. Po jejím absolvování v roce 1946 nastoupil jako středoškolský profesor na libereckém gymnáziu, kde působil až do roku 1975.

## Dílo

### Překlady
- Lucius Apuleius. Apologie, aneb, Vlastní obhajoba proti nařčení z čarodějnictví. Praha: Svoboda, 1989.
- Lucius Apuleius. Zlatý osel. Praha: Svoboda, 1974.
- Riccardo Bacchelli: Pláč syna Lavišova
- Anitius Manlius Torquatus Sive Boëthius: Boëthius - poslední Říman
- Claudio Casini: Amadeus
- Marcus Tullius Cicero: Řeči proti Verrovi, Tuskulské hovory
- Cesare de Lollis: Život Kryštofa Kolumba
- Grazia Deleddaová: Holubice a jestřábi
- Renato Guttuso: O malířích (s Alenou Bahníkovou)
- Chión z Hérakleie: Spiknutí proti tyranovi
- Samosatensis Lucianus: O bozích a lidech (s Miladou Říhovou a Ladislavem Varclem), Pravdivé výmysly (s Ladislavem Varclem a Zdeňkem K. Vysokým)
- Luigi Pirandello: Svatební noc
- Marco Polo: Milión
- Marcus Fabius Quintilianus: Základy rétoriky
- Lucius Annaeus Seneca: Další list Luciliovi, Slova tesaná do mramoru, Útěchy
- Publius Cornelius Tacitus: Z dějin císařského Říma (s Antonínem Minaříkem a Antonínem Hartmannem)
- Bonaventura Tecchi: Pozdní léto
- Theofrastos: Povahopisy
- Simokattes Theofylaktos: Na přelomu věků
- Thúkýdidés: Dějiny peloponnéské války
- Jacobus de Voragine: Legenda aurea (s Anežkou Vidmanovou)
- Xenofón z Efesu: Efeské příběhy
- Xenofón: O Kýrově vychování, Řecké dějiny (s Josefem Hejnicem a Alenou Frolíkovou), Vzpomínky na Sókrata a jiné spisy

### Výbory
- O lásce, přátelství a štěstí
- Sestra Múza (výběr středověké latinské poezie)
- Láska a dobrodružství (s Rudolfem Kuthanem a Rudolfem Mertlíkem)
- Listy hetér
- Dopisy vesničanů

Podílel se rovněž podstatnou měrou na tvorbě:
- Slovník antické kultury, Praha : Svoboda, 1974